# Dwikozy
Dwikozy – wieś w Polsce położona w województwie świętokrzyskim, w powiecie sandomierskim, w gminie Dwikozy. Historycznie położone są w Małopolsce, w ziemi sandomierskiej.
W obszar wsi wchodzą:
| SIMC    | Nazwa       | Rodzaj    |
| SIMC    | Nazwa       | Rodzaj    |
| ------- | ----------- | --------- |
| 1018930 | Cegielnia   | część wsi |
| 1018947 | Górki       | część wsi |
| 1018953 | Krzywda     | część wsi |
| 1018960 | Pasternik   | część wsi |
| 1018976 | Za Koleją   | część wsi |
| 1018982 | Zamłynie    | część wsi |
| 1018999 | Zaprzykopie | część wsi |
| 1019007 | Zarzecze    | część wsi |

Miejscowość jest siedzibą gminy Dwikozy oraz rzymskokatolickiej parafii św. Andrzeja Boboli i św. Antoniego Pustelnika należącej do dekanatu Zawichost w diecezji sandomierskiej.
W latach 1975–1998 miejscowość położona była w województwie tarnobrzeskim.
Partnerską gminą Dwikozów są Mošovce na Słowacji.

## Położenie
Dwikozy – miejscowość będąca siedzibą gminy, leży w centralnej jej części na trasie Sandomierz – Lublin w odległości 7 km od Sandomierza. Zajmuje 703 ha, jest zamieszkana przez 2100 mieszkańców.
Przez miejscowość prowadzi droga wojewódzka nr 777 oraz linia kolejowa nr 25 ze stacją Dwikozy.
Na terenie wsi znajduje się też rezerwat przyrody porośnięty roślinnością stepową – stipa capillata i stipa pennata, która to roślinność występuje tylko w dwóch miejscach w Polsce – w Górach Pieprzowych koło Sandomierza i w Dwikozach.
Przez Dwikozy przepływa rzeka Opatówka, będąca lewym dopływem Wisły.

## Historia
Pierwsza wzmianka historyczna o Dwikozach datowana jest w okresie panowania Kazimierza Sprawiedliwego, księcia sandomierskiego w 1167. W tym czasie Dwikozy stanowiły własność kanonika kapituły kolegiaty sandomierskiej. Według Długosza w XV w. Dwikozy należały do fary w Górach Wysokich (kościół parafialny niedaleko Dwikóz), a właścicielem wsi był Mikołaj Dembowiec Kornicz.
Spis z 1827 wykazał w Dwikozach 60 domów i 517 mieszkańców. Według Słownika Geograficznego Królestwa Polskiego już w latach 80. XIX w. w Dwikozach znajdował się urząd gminy. Wieś miała w tym czasie 77 domów, 548 mieszkańców, 514 mórg ziemi dworskiej i 481 ziemi włościańskiej.
W Dwikozach urodzili się błogosławiony ks. Kazimierz Grelewski oraz błogosławiony ks. Stefan Grelewski beatyfikowani w gronie 108 błogosławionych męczenników.
6 października 1943 oddział Gwardii Ludowej im. Langiewicza pod dowództwem Czesława Boreckiego ps. „Brzoza” liczący 20 gwardzistów rozbił obóz pracy przymusowej Baudienstu uwalniając 200 junaków.
W Dwikozach urodził się pisarz Wiesław Myśliwski, autor takich powieści, jak m.in. Nagi sad (1967), Pałac (1970), Kamień na kamieniu (1984), Ostatnie rozdanie (2013). Był dwukrotnym laureatem Nagrody Literackiej „Nike” za powieści Widnokrąg (1997) oraz Traktat o łuskaniu fasoli (2007).

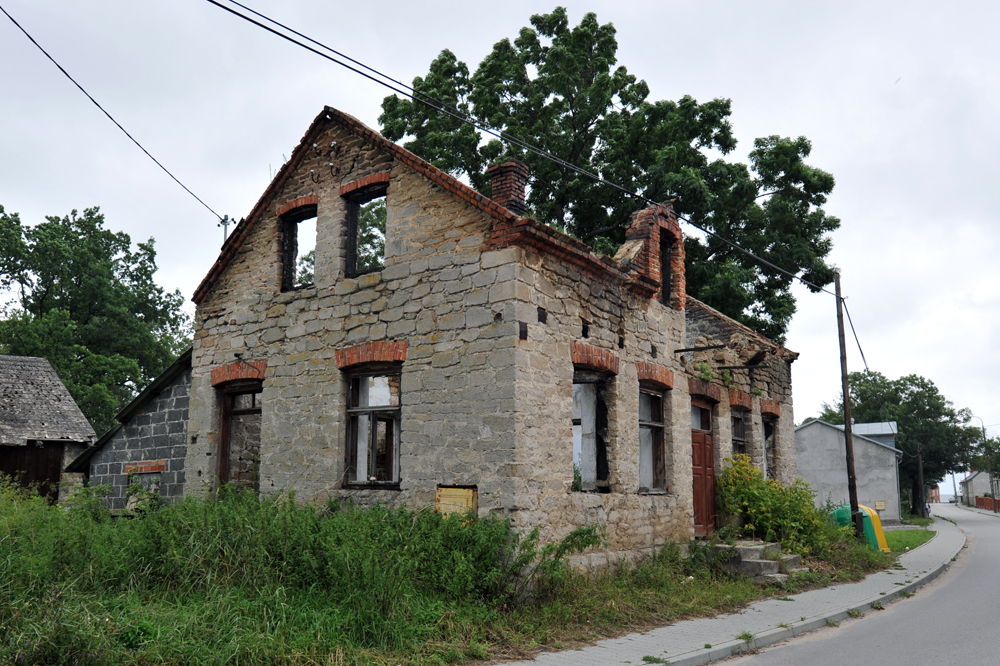
Dom rodzinny pisarza Wiesława Myśliwskiego w Dwikozach.

## Zabytki
Wśród zabytków Dwikozów można wymienić zabytkową kapliczkę z 1884, stację kolei żelaznej wybudowaną w 1915 za czasów zaboru rosyjskiego i pomnik powstańców pomordowanych w bitwie z wojskami rosyjskimi pod Słupczą 8 lutego 1863.

## Turystyka
Przez miejscowość biegnie niebieski szlak turystyczny od podnóża Gór Świętokrzyskich, doliną rzeki Opatówki do Wisły.
Dwikozy są punktem początkowym  niebieskiego szlaku turystycznego prowadzącego do Gołoszyc. Przez wieś przechodzi  czerwony szlak turystyczny z Gołoszyc do Piotrowic.

## Instytucje i przedsiębiorstwa
W Dwikozach funkcjonują:
- rzymskokatolicka parafia św. Andrzeja Boboli i św. Antoniego Pustelnika.
- Szkoła Podstawowa im. Powstańców Styczniowych (istniejąca od 1925)
- Zakład Przetwórstwa Owocowo Warzywnego ZPOW Dwikozy
- Chłodnia spożywcza T.B. Fruit
- Urząd pocztowy
- Piekarnia